# Bet Kama
Bet Kama (hebr. בית קמה; pol. Spichlerz) – kibuc położony w samorządzie regionu Bene Szimon, w Dystrykcie Południowym, w Izraelu.
Leży w północnej części pustyni Negew, w otoczeniu miasta Rahat, kibuców Szowal, Ruchama i Dewira, oraz moszawów Pa’ame Taszaz i Sede Cewi. Członek Ruchu Kibuców (Ha-Tenu’a ha-Kibbucit).
Kibuc jest siedzibą władz administracyjnych samorządu regionu Bene Szimon.

## Historia
Kibuc został założony 18 kwietnia 1949 przez żydowskich imigrantów z Węgier, członków ruchu Ha-Szomer Ha-Cair. Początkowo był to moszaw, który nazywał się Safiach (hebr. ספיח). Później osiedlili się tutaj imigranci z Polski, Argentyny i Francji.

## Edukacja

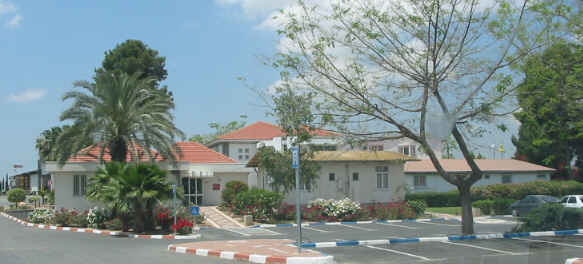
Siedziba władz samorządu regionu Bene Szimon w Bet Kama

W kibucu jest szkoła podstawowa Nitsanei HaNegew.

## Gospodarka
Gospodarka kibucu opiera się na intensywnym rolnictwie, hodowli bydła i drobiu.

## Komunikacja
Z kibucu wyjeżdża się na południe na drogę nr 293 , którą można pojechać na wschód do drogi ekspresowej nr 40  (Kefar Sawa-Qetura), lub na zachód do moszawu Sede Cewi. W kierunku południowym odchodzi droga nr 264 , którą dojeżdża się do miasta Rahat i kibucu Szowal. Trwa budowa odcinka autostrady nr 6, który będzie przebiegał przy Bet Kama.